# Michael Blum (Fußballspieler)
 Michael Blum (* 25. Dezember 1988 in Düsseldorf) ist ein deutscher Fußballspieler, der auf der linken Außenbahn sowohl als Außenverteidiger als auch im Mittelfeld eingesetzt wird. Für den Karlsruher SC sowie für Hansa Rostock kam Blum während seiner Laufbahn zu insgesamt 34 Einsätzen in der 2. Bundesliga.

## Karriere

### Jugend in Düsseldorf und Essen
Blum begann seine fußballerische Laufbahn in seiner Geburtsstadt, in der er zunächst für den Düsseldorfer CfR links, dann für den Ballspielverein 04 sowie zuletzt als C-Jugendlicher für den erfolgreichsten Verein der Stadt, Fortuna 95, spielte. Noch als Jugendlicher wechselte er schließlich nach Rot-Weiss Essen und verließ damit erstmals Düsseldorf. In Essen absolvierte Blum daraufhin seine A-Jugend-Zeit, indem er in den Spielzeiten 2005/06 und 2006/07 der A-Junioren-Bundesliga 20 beziehungsweise 22 Einsätze bestritt, sich mit Rot-Weiss aber jeweils lediglich in der unteren Hälfte der Abschlusstabelle der Staffel West positionieren konnte.

### Über Mülheim nach Karlsruhe
Im Sommer 2007 wechselte Blum erneut den Verein, so dass er seine erste Saison im Herrenbereich beim Mülheimer VfB Speldorf erlebte. Mit 34 Einsätzen während der Saison 2007/08 der viertklassigen Oberliga Nordrhein wurde er dort auf Anhieb zum Stammspieler. Speldorf belegte zum Saisonende aber lediglich den 16. Rang der Abschlusstabelle, womit sich der Verein nicht für die ab Sommer 2008 entstehende NRW-Liga qualifizierte und somit fünftklassig wurde. Blum wurde daraufhin vom Karlsruher SC verpflichtet, der in der Saison 2008/09 zwar in der Bundesliga spielte; Blum wurde zunächst jedoch nur der Reservemannschaft zugeteilt, die in der viertklassigen Regionalliga antrat. So kam er in der Regionalliga-Saison 2008/09 zu 31 Einsätzen, in denen er zwei Tore erzielte. Zeitgleich stieg die Karlsruher Profimannschaft aus der Bundesliga in die 2. Bundesliga ab, woraufhin Blum in den Kader der Zweitliga-Saison 2009/10 befördert wurde. Er spielte zunächst aber weiterhin für die Reservemannschaft in der Regionalliga, bis er am 14. September 2009 mit einer Einwechslung gegen Energie Cottbus erstmals in der zweiten Liga eingesetzt wurde. Bis zum Februar 2010 wurde er daraufhin nur noch einmal für die Reservemannschaft aufgeboten, spielte aber noch weitere 14 Mal für die Zweitligamannschaft, in der er sich zeitweilig als Stammspieler etablierte und für die er insgesamt zwei Tore erzielte. Von Februar bis Juni 2010 kam Blum allerdings nur noch in der Regionalliga zum Einsatz, weshalb er den Karlsruher zum Saisonende verließ und sich dem Ligakonkurrenten MSV Duisburg anschloss.

### Über Duisburg nach Rostock
In Duisburg unterschrieb Blum einen Zweijahresvertrag und zählte zunächst zum Kader der Zweitligamannschaft in der Spielzeit 2010/11. Nachfolgend konnte sich Blum aber nicht durchsetzen und spielte lediglich für die Reservemannschaft in der NRW-Liga, in der er in der Hinrunde der Saison 2010/11 sechs Einsätze absolvierte. A
Zur Winterpause 2010/11 wurde Blum für ein halbes Jahr an Hansa Rostock verliehen, der in der Saison 2010/11 als Absteiger aus der 2. Bundesliga an der 3. Liga teilnahm. Der Leihvertrag sah allerdings einen endgültigen Wechsel Blums zu Hansa vor, falls der Verein direkt in die 2. Bundesliga aufsteigen sollte. Schließlich trug Blum mit elf Einsätzen zum Wiederaufstieg als Zweitplatzierter der 3. Liga bei, wobei er zehnmal eingewechselt wurde. Dennoch trat hierdurch der nun bis 2013 gültige Vertrag mit Hansa in Kraft. Zum Saisonende gewann Blum zudem mit Rostock den Landespokal Mecklenburg-Vorpommern, wozu er mit einem Tor in vier Einsätzen beigetragen hatte.
Zu Beginn der Zweitligaspielzeit 2011/12 konnte sich Blum zunächst nicht mehr für die von Peter Vollmann trainierte Profimannschaft Hansas empfehlen und wurde stattdessen in drei Partien der Reservemannschaft eingesetzt, die 2011/12 unter Axel Rietentiet in der fünftklassigen Oberliga spielte. Erst ab Oktober 2011 kam Blum zu sieben Einsätzen in der 2. Bundesliga; Hansa geriet jedoch in Abstiegsgefahr und ersetzte Trainer Vollmann nach der Hinrunde durch Wolfgang Wolf. Obwohl Blum von diesem vor der Winterpause noch zweimal eingesetzt wurde, bedeute der Trainerwechsel für ihn letztlich einen Rückschlag, da er im Frühjahr 2012 nicht mehr berücksichtigt wurde und zwischenzeitlich wieder für die Reservemannschaft in der Oberliga auflief. Ab März 2012 wurde Blum jedoch mit weiteren zehn Einsätzen an den letzten zehn Spieltagen zu einer Stammkraft der Rostocker Zweitligamannschaft. Den angestrebten Klassenerhalt konnte Hansa aber bereits mit dem vorletzten Spieltag nicht mehr erreichen und stand als erster Absteiger in die 3. Liga fest.
In der dritten Spielklasse blieb Hansa 2012/13 zunächst hinter den Erwartungen zurück, weshalb Trainer Wolf im Saisonverlauf durch Marc Fascher ersetzt wurde, unter dem der Verein gegen den drohenden Abstieg in die Viertklassigkeit spielte. Für Blum stellte die Saison dennoch einen Wendepunkt dar, da er sich mit 35 von 38 möglichen Ligaeinsätzen erstmals dauerhaft als Stammspieler hatte etablieren können. In der Folge plante der Verein, der nach dem Erreichen des Klassenerhalts einen Neuaufbau der Mannschaft forcierte, jedoch nicht mehr mit Blum, sodass er kein Angebot zur Verlängerung seines auslaufenden Vertrages erhielt.

### Über Osnabrück nach Elversberg, Trier, Chemnitz und Berlin
Im Juli 2013 einigte sich Blum mit dem VfL Osnabrück auf einen bis zum 30. Juni 2014 datierten Vertrag, wodurch er auch in der Saison 2013/14 in der dritten Liga spielte. Nachdem sein Vertrag in Osnabrück nicht verlängert worden war, wechselte er zur Saison 2014/15 zum Regionalligisten SV Elversberg. Zur Saison 2016/17 schloss Blum sich für ein Jahr dem Regionalligisten Eintracht Trier an, wechselte dann in der Winterpause 2018 zum Wuppertaler SV, den er am Ende der Saison wieder verließ. Am 1. Juni 2018 gab der Chemnitzer FC aus der Regionalliga Nordost die Verpflichtung von Michael Blum bekannt. Mit dem CFC erreichte er den Wiederaufstieg in die Dritte Liga, wurde jedoch zum Ende der Saison verabschiedet. Im Sommer 2109 unterschrieb er dann einen Vertrag beim BFC Dynamo. Aktuell steht Blum beim Oberligaverein KFC Uerdingen unter Vertrag.